# Billie Jean King
Billie Jean King (Long Beach, 22 november 1943) is een voormalig tennisspeelster uit de Verenigde Staten. Zij had haar topjaren in de jaren zestig en begin jaren zeventig van de 20e eeuw. In haar carrière behaalde zij 39 grandslamtitels: 12 in enkelspel, 16 in dubbelspel en 11 in gemengd dubbelspel. Zij won geen grand slam, maar wel een career slam en een small slam (1972) in het enkelspel, alsmede een Serena slam (1967/68) in het gemengd dubbelspel.
King nam tien keer (1961–1967, 1970, 1977 en 1978) deel aan het Amerikaanse Wightman Cup-team.
In 1987 werd King opgenomen in de internationale Tennis Hall of Fame. In 1995 ontving zij de Sarah Palfrey Danzig Award. In 2025 was King de eerste vrouw die een ster op de Hollywood Walk of Fame in de categorie 'Sports Entertainment' ontving.
King was in de jaren 70 van de 20e eeuw een belangrijk voorvechtster van gelijke rechten voor mannen en vrouwen. De film Battle of the Sexes (2017) gaat over die strijd. In de film, gebaseerd op een waargebeurd verhaal, komt King op het tennisveld tegenover oud-tennisser Bobby Riggs te staan. Hij had haar publiekelijk uitgedaagd om te bewijzen dat ze als vrouw net zo goed kon tennissen als mannen. King ging akkoord met de wedstrijd, onder voorwaarde dat vrouwen in de tenniswereld voortaan dezelfde behandeling en betaling zouden krijgen als mannen. De partij werd op 20 september 1973 gespeeld in de Astrodome in Houston (Texas) – King won met 6–4, 6–3 en 6–3.

## Enkelspeltitels (open tijdperk)
| Nr. | Jaar | Gewonnen toernooi |
| --- | ---- | ----------------- |
| 1.  | 1968 | Wimbledon         |
| 2.  | 1969 | Los Angeles       |
| 3.  | 1969 | Johannesburg      |
| 4.  | 1969 | Durban            |
| 5.  | 1969 | Dublin            |
| 6.  | 1969 | Stockholm         |
| 7.  | 1970 | Rome              |
| 8.  | 1970 | Sydney            |
| 9.  | 1970 | Durban            |
| 10. | 1970 | Londen            |
| 11. | 1970 | Richmond          |
| 12. | 1971 | US Open           |
| 13. | 1971 | San Francisco     |
| 14. | 1971 | Long Beach        |
| 15. | 1971 | Milwaukee         |
| 16. | 1971 | Oklahoma          |
| 17. | 1971 | Chattanooga       |
| 18. | 1971 | US Indoor         |
| 19. | 1971 | Boston            |
| 20. | 1971 | San Diego         |
| 21. | 1971 | Hamburg           |
| 22. | 1971 | Hoylake           |
| 23. | 1971 | Kitzbühel         |
| 24. | 1971 | Houston           |
| 25. | 1971 | Indianapolis      |
| 26. | 1971 | Phoenix           |
| 27. | 1971 | Londen            |
| 28. | 1972 | Roland Garros     |
| 29. | 1972 | Phoenix           |
| 30. | 1972 | Richmond          |
| 31. | 1972 | Indianapolis      |
| 32. | 1972 | Wimbledon         |
| 33. | 1972 | San Francisco     |
| 34. | 1972 | Tucson            |
| 35. | 1972 | US Open           |
| 36. | 1972 | Charlotte         |
| 37. | 1972 | Bristol           |
| 38. | 1973 | Phoenix           |
| 39. | 1973 | Indianapolis      |
| 40. | 1973 | Wimbledon         |
| 41. | 1973 | Denver            |
| 42. | 1973 | Nottingham        |
| 43. | 1973 | Hawaï             |
| 44. | 1973 | Tokio (Classic)   |
| 45. | 1974 | US Open           |
| 46. | 1974 | San Francisco     |
| 47. | 1974 | Washington        |
| 48. | 1974 | Detroit           |
| 49. | 1974 | Akron             |
| 50. | 1975 | Wimbledon         |
| 51. | 1975 | Sarasota          |
| 52. | 1977 | San Antonio       |
| 53. | 1977 | Phoenix           |
| 54. | 1977 | São Paulo         |
| 55. | 1977 | San Juan          |
| 56. | 1977 | Tokio (Classic)   |
| 57. | 1977 | Londen            |
| 58. | 1979 | Tokio             |
| 59. | 1979 | Stockholm         |
| 60. | 1980 | Houston           |
| 61. | 1980 | Tokio             |
| 62. | 1982 | Birmingham        |
| 63. | 1983 | Birmingham        |

## Resultaten grandslamtoernooien
| Legenda | Legenda                          |
| ------- | -------------------------------- |
| g.t.    | geen toernooi gehouden           |
| l.c.    | lagere categorie                 |
| –       | niet deelgenomen                 |
| G       | uitgeschakeld in de groepsfase   |
| 1R      | uitgeschakeld in de eerste ronde |
| 2R      | uitgeschakeld in de tweede ronde |
| 3R      | uitgeschakeld in de derde ronde  |
| 4R      | uitgeschakeld in de vierde ronde |
| KF      | uitgeschakeld in de kwartfinale  |
| HF      | uitgeschakeld in de halve finale |
| F       | de finale verloren               |
| W       | het toernooi gewonnen            |
| w-v     | winst/verlies-balans             |

### Enkelspel
| Australian Open | –  | –  | –  | –  | –  | –  | HF | –  | –  | W  | F  | –  | –  | – | –  | –  | – | –  | –  | –  | –  | –  | KF | 2R |
| Roland Garros   | –  | –  | –  | –  | –  | –  | –  | –  | KF | HF | KF | KF | –  | W | –  | –  | – | –  | –  | –  | –  | KF | 3R | –  |
| Wimbledon       | –  | –  | 2R | KF | F  | HF | HF | W  | W  | W  | F  | F  | HF | W | W  | KF | W | KF | KF | KF | KF | KF | HF | HF |
| US Open         | 1R | 3R | 2R | 1R | 4R | KF | F  | 2R | W  | F  | KF | –  | W  | W | 3R | W  | – | KF | KF | –  | HF | –  | 1R | –  |

### Vrouwendubbelspel
| Toernooi        | 1961 | 1962 | 1963 | 1964 | 1965 | 1966 | 1967 | 1968 | 1969 | 1970 | 1971 | 1972 | 1973 | 1974 | 1975 | 1976 | 1977 | 1977 | 1978 | 1979 | 1980 | 1981 | 1982 | 1983 | 1984 |
| --------------- | ---- | ---- | ---- | ---- | ---- | ---- | ---- | ---- | ---- | ---- | ---- | ---- | ---- | ---- | ---- | ---- | ---- | ---- | ---- | ---- | ---- | ---- | ---- | ---- | ---- |
| Australian Open | –    | –    | –    | –    | F    | –    | –    | HF   | F    | –    | –    | –    | –    | –    | –    | –    | –    | –    | –    | –    | –    | –    | HF   | HF   | –    |
| Roland Garros   | –    | –    | –    | –    | –    | –    | KF   | F    | KF   | F    | –    | W    | –    | –    | –    | –    | –    | –    | –    | –    | 1R   | KF   | –    | –    | –    |
| Wimbledon       | W    | W    | 2R   | F    | W    | KF   | W    | W    | 3R   | W    | W    | W    | W    | KF   | HF   | F    | 2R   | 2R   | KF   | W    | HF   | –    | 2R   | 3R   | –    |
| US Open         | –    | F    | –    | W    | F    | F    | W    | F    | HF   | –    | –    | HF   | F    | W    | F    | KF   | KF   | KF   | W    | F    | W    | –    | 3R   | HF   | KF   |

### Gemengd dubbelspel
| Toernooi        | 1961 |    | 1964 | 1965 | 1966 | 1967 | 1968 | 1969 | 1970 | 1971 | 1972 | 1973 | 1974 | 1975 | 1976 | 1977 | 1977 | 1978 | 1979 | 1980 | 1981 | 1982 | 1983 | 1984 |
| --------------- | ---- | -- | ---- | ---- | ---- | ---- | ---- | ---- | ---- | ---- | ---- | ---- | ---- | ---- | ---- | ---- | ---- | ---- | ---- | ---- | ---- | ---- | ---- | ---- |
| Australian Open | –    | –  | KF   | –    | –    | W    | HF   | –    | –    | –    | –    | –    | –    | –    | –    | –    | –    | –    | –    | –    | –    | –    | –    |      |
| Roland Garros   | –    | –  | –    | –    | W    | F    | HF   | W    | –    | KF   | –    | –    | –    | –    | –    | –    | –    | –    | –    | 2R   | –    | –    | –    |      |
| Wimbledon       | 1R   | 2R | –    | F    | W    | HF   | KF   | 3R   | W    | HF   | W    | W    | 3R   | 2R   | HF   | HF   | F    | 3R   | KF   | –    | 3R   | F    | –    |      |
| US Open         | –    | KF | –    | –    | W    | –    | 3R   | –    | W    | HF   | W    | HF   | F    | W    | F    | F    | F    | 2R   | –    | –    | 2R   | 2R   | 3R   |      |